# Alessandro Longo
Alessandro Longo (Amantea (província de Cosenza), 31 de desembre, 1864 - Nàpols (Campania), 3 de novembre, 1945), va ser un compositor, pianista, musicòleg i professor italià.

## Biografia
Fill d'Achille, professor de piano, organista i compositor, va ser primer alumne del seu pare i després va estudiar al Conservatori de San Pietro a Majella de Nàpols amb Beniamino Cesi (piano) i Paolo Serrao (composició), graduant-se en piano, orgue i composició. A la dècada de 1880 va conèixer, entre d'altres, el pianista Pietro Boccaccini que havia format part del cercle romà de Franz Liszt i que havia arribat a Nàpols atret per la fama de què gaudia l'escola de piano de Cesi. Des del 1897 fins al 1934, any de la seva jubilació, va ensenyar piano al Conservatori napolità, tenint entre els seus alumnes Franco Alfano, Tito Aprea, Lya De Barberiis, Paolo Denza, Guido Laccetti, Antonino Votto i els seus propis fills Achille i Myriam.
Va treballar intensament per la renovació de la vida musical napolitana en continuïtat amb la tasca de Beniamino Cesi en el camp de l'ensenyament del piano i de Giuseppe Martucci en el de la música instrumental. El 1891 va fundar el cercle musical "Domenico Scarlatti", un músic el redescobriment del qual es deu en gran part a la seva tasca com a revisor i editor (vegeu més avall). Va ser el promotor i fundador d'importants revistes musicals, com ara "L'Arte Pianistica", que es va publicar del 1914 al 1925, any en què es va convertir en "Vita musicale italiana", per deixar de publicar-se el 1926.
El 1944, deu anys després de la seva jubilació, va ser nomenat director interí del Conservatori napolità. Va morir l'any següent.

## El redescobriment de les obres per a clavicèmbal de Domenico Scarlatti
Entre les revisions de música per a piano de Longhi, cal esmentar en particular la de les obres per a clavicèmbal de Domenico Scarlatti, de les quals el Mestre va editar la primera edició completa - Obres completes per a clavicèmbal en 10 volums i un suplement - publicada a Milà els anys 1906-1910, a la qual va afegir un índex temàtic el 1936. Durant anys, les sonates de Scarlatti s'han identificat, després d'aquesta edició, per les inicials "L" seguides del número de sèrie, tot i que els criteris adoptats per Longo (els "exercicis" de Scarlatti s'agrupen en tríades arbitràries, gairebé com si volguessin configurar els tres moviments d'una sonata clàssica, sense tenir en compte la successió cronològica) semblen desactualitzats i avui l'edició crítica de referència és la de Ralph Kirkpatrick de 1953 i les obres de Scarlatti es designen amb una convenció coneguda com a "Números de Kirkpatrick" (KN).

## Activitat docent i problemes de tècnica pianística
L'ensenyament del piano va ser al centre de l'activitat del mestre. Va escriure diversos articles sobre els problemes de la tècnica pianística a les pàgines de la revista "L'Arte Pianistica" i la seva producció musical, especialment la per a piano, estava en gran part "essencialment motivada per finalitats didàctiques". És responsable, entre altres coses, de la coneguda col·lecció d'estudis de Carl Czerny ordenats en ordre progressiu de dificultat titulada Czernyana (10 volums) i la Tècnica per a piano en 12 volums. Fidel a l'enfocament digital tradicional, va discutir enèrgicament amb els partidaris de la nova tècnica fisiològica, com ara Mugellini, Steinhausen, Matthay, però també Brugnoli, sostenint que l'anomenada nova tècnica era en realitat "tan antiga com els turons" ja que era una tècnica apresa espontàniament per imitació ("qui ensenya al petit llaurador quins músculs ha d'utilitzar per fer funcionar l'aixada? El llaurador arriba a tot per si mateix, imitant els llauradors adults").

## El crític i el compositor
Tot i que era crític amb la música postwagneriana, Longo no tenia una actitud tancada envers autors innovadors com Claude Debussy, Igor Stravinski, Maurice Ravel, Malipiero i Alfredo Casella, sinó que «promovia concerts i debats per donar a conèixer la música "més audaç" d'aquests autors, en particular de Casella, amb qui, entre altres coses, estava unit per una profunda amistat», tot i que no compartia les seves posicions i «això sovint era motiu de polèmiques acalorades (fins i tot amb el seu fill Achille), que trobaven espai a les pàgines de les revistes que dirigia».
Entre les seves composicions, recordem 300 peces musicals per a piano (Sonata, Fantasia i Fuga, Tema amb variacions, Suites romàntiques, Suites d'estil antic, Sarabanda i toccata, Romança i novel·la), nombroses composicions de música de cambra (Quintet per a piano, 2 violins, viola i violoncel; Suite per a piano); lletres per cantar i peces escrites per a ús educatiu. Una bona part de la seva producció musical va romandre en forma de manuscrit i es conserva principalment a la biblioteca del Conservatori napolità.

## Obres
Per conèixer la seva abundant obra, aneu al seu arxiu de la Viquipèdia italiana.

## Discografia
- AA. VV. : "Música per a oboè i piano entre els segles XIX i XX", Tactus, 2016 Luciano Franca, oboè, Filippo Pantieri, piano històric (conté la Suite per a oboè i piano op. 65)
- Alessandro Longo Piano Música de cambra -Idyllium- Quintet pf i corda op.3 - Suite vl i pf op.33 - Suite vlc i pf op. 44 - Roberto Galletto, piano - Georg Monch, vl - Henry Domenico Durante vl - Michael Kornel, vla - Diego Roncalli, vlc.